# Нижний Ханчакрак
Нижний Ханчакрак — хутор в муниципальном образовании город-курорт Анапа Краснодарского края России. Входит в состав Первомайского сельского округа.

## География
Хутор находится в западной части края, примерно в 800 метрах от хут. Верхний Ханчакрак и в 2 км от центра сельского округа — станицы Юровка. С восточной и западной стороны хутора находятся пруды.

## История
Согласно Закону Краснодарского края от 1 апреля 2004 года № 676-КЗ Нижний Ханчакрак вошёл в состав образованного муниципального образования город-курорт Анапа.

## Население
| 2002 | 2010 |
| ---- | ---- |
| 70   | ↗75  |

Национальный состав
Согласно результатам переписи 2002 года, в национальной структуре населения русские составляли 87 % от 70 жителей.

## Инфраструктура
Социальные объекты в населённом пункте отсутствуют. В центре сельского округа — станице Юровка — функционируют основная школа, детский сад, дом культуры и отделение Почты России.

## Транспорт
Доступен автомобильный и железнодорожный транспорт.
Остановка общественного транспорта «Нижний Ханчакрак».
Проходит железнодорожная ветка. Ближайшая железнодорожная станция — Юровский находится примерно в 2 км.